# オーギュスタン・デュメイ
オーギュスタン・デュメイ（Augustin Dumay、1949年1月17日 - ）は、フランスのヴァイオリン奏者、指揮者。
じっくりと音楽に取り組む姿勢を見せ、活動は比較的地味だが、師事したアルテュール・グリュミオーを受け継ぐフランコ・ベルギー派（the Franco-Belgian violin school）の正統な後継者らしく、気品あるエレガントな演奏で高く評価されている。

## 人物・来歴
1949年、パリ生まれ。
3歳でヴァイオリンを始める。両親につれられて聴きにいったナタン・ミルシテインの演奏会がきっかけだったという。10歳でパリ音楽院に入学。13歳で卒業するという神童ぶりを発揮した。14歳で、モントルー音楽祭でリサイタルを開く。このリサイタルをシェリングとシゲティが聴いて高く評価する。その後シェリングに推薦され、南米ツアーにいく。シェリングは自分が代役を依頼されたが都合が付かず、デュメイを推薦したという。帰国後、デュメイはミルシテインへの師事を許され、さらにアルテュール・グリュミオーのもとで4年間師事する。グリュミオーにはヴァイオリンばかりでなく、芸術一般についても多くのものを学んだという。デュメイによると、14歳でソリストとして評価されながら、ミルシテイン、グリュミオーのもとで学んだことにより、一つの作品にじっくりと取り組む姿勢を叩き込まれ、それが自分の大きな財産になっているという。
以後は、コンクールを経ずに評価を高めていった希有な演奏家である。ヘルベルト・フォン・カラヤンには絶賛され、1979年にカラヤンがパリで開いた特別祝賀コンサートに招かれ共演している。
ピアニストのマリア・ジョアン・ピレシュには90年代の初頭に初めて出会い、試しに弾いたベートーヴェンのソナタで、音楽に対する方向性が全く同じであることに感激し、その後共演を重ねている。フランクのソナタ、ブラームスのソナタ、モーツァルトのソナタなどの録音を残し、シャープで知的なピレシュのピアノとエレガントなデュメイのヴァイオリンによる絶妙の共演は評価が高い。
2003年からベルギーのワロニー王立室内管弦楽団首席指揮者。2008年9月から関西フィルハーモニー管弦楽団の首席客演指揮者、2011年から音楽監督。モーツァルトやベートーヴェン、シューベルトなどの古典作品を時に独奏ヴァイオリンを兼ねて指揮する。